# Viktor Waldner
Viktor Waldner (1. dubna 1852 Dellach – 30. srpna 1924 Klagenfurt) byl rakouský agrární politik, na počátku 20. století poslanec Říšské rady, v poválečném období poslanec rakouské Národní rady.

## Biografie
Vychodil národní školu a gymnázium a vystudoval na univerzitě. Působil jako řádný profesor na Innsbrucké univerzitě. Angažoval se v Německé agrární straně. Byl poslancem Korutanského zemského sněmu.
Na počátku 20. století se zapojil i do celostátní politiky. Ve volbách do Říšské rady roku 1907, konaných podle všeobecného a rovného volebního práva, získal mandát v Říšské radě (celostátní zákonodárný sbor) za obvod Korutany 9. Usedl do poslanecké frakce Německý národní svaz, v jehož rámci byl členem Německé agrární strany. Mandát za týž obvod obhájil ve volbách do Říšské rady roku 1911. Ve vídeňském parlamentu setrval až do zániku monarchie. K roku 1911 se profesně uvádí jako univerzitní profesor a zemský poslanec.
V letech 1918–1919 zasedal jako poslanec Provizorního národního shromáždění Německého Rakouska (Provisorische Nationalversammlung), nyní za Německou nacionální stranu (DnP).